# Deel Castle
Deel Castle (irisch Caisleán na Daoile) ist eine Burgruine bei Crossmolina im irischen County Mayo. Später wurde die im 16. Jahrhundert für die Bourkes errichtete Burg in Castle Gore umbenannt.

## Geschichte
Die Übersetzung des irischen Namens ins Deutsche ist „Burg am River Deel“.
Es handelt sich um ein Tower House aus dem 16. Jahrhundert, das die Bourkes nahe dem nördlichen Ende des Lough Conn erbauen ließen. Nachdem Colonel Thomas Bourke im Krieg der zwei Könige an der Seite des englisch-schottischen Königs Jakob II. & VII. gekämpft hatte, war das Anwesen an die Krone verwirkt, wurde an die Familie Gore, die nachmaligen Earls of Arran, verlehnt und in „Castle Gore“ umbenannt. Im 18. Jahrhundert erhielt das Tower House einen Anbau mit einem hübsch rustizierten Eingang; womöglich wurde darin eine bereits im 17. Jahrhundert entstandene Gebäudeflucht integriert. Die Gores erwarben auch die Herrschaft von Belleek von den O’Haras, den Barons Tyrawley, und ihnen gehörte ein Anwesen im County Donegal in der Provinz Ulster.

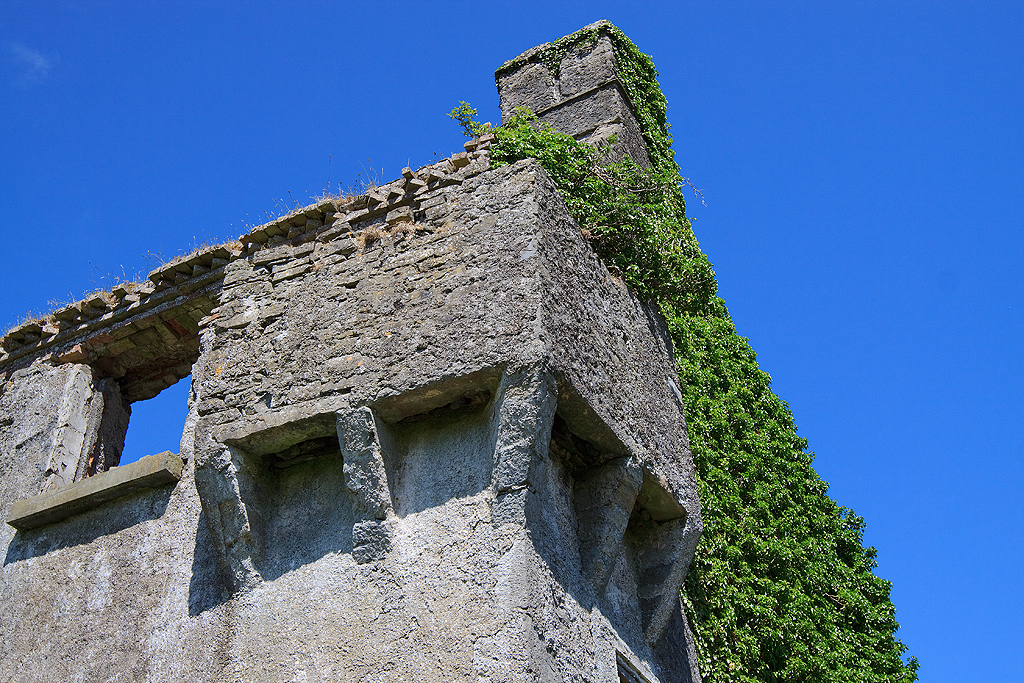
Detail Deel Castle

Ende des 18. Jahrhunderts wurde die Burg zusammen mit anderen Ländereien an James Cuffe, 1. Baron Tyrawley (1748–1821), verpachtet. Im 19. Jahrhundert bewohnte dessen Verwalter eine Zeitlang die Burg. 1791 ließ James Cuffe, 1. Baron Tyrawley, ein Haus neben der alten Burg errichten. Dieses Landhaus wurde ebenfalls „Castle Gore“ genannt. Es brannte 1922 nieder und wurde nicht wieder aufgebaut.
Die alte Burg, die noch am Anfang des 20. Jahrhunderts gut erhalten war, ist heute eine Ruine.

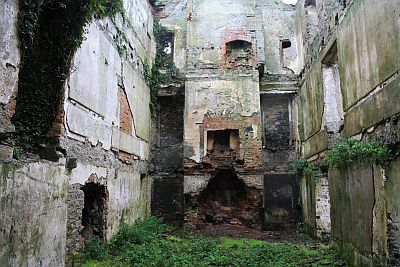
Im Inneren des Anbaus aus dem 18. Jahrhundert